# 捕鼠者 (2015年電影)
《捕鼠者》（英語：Ratter），是於2015年上映的美國恐怖片及驚悚片，編劇和導演為Branden Kramer。這部電影為短片形式，主要以網路攝影機拍攝。捕鼠者(RATTER)指一種在受害者毫無戒備之情況下通過電腦或其他具備網路攝影機的設備偷窺受害人生活的黑客。

## 劇情
女主角艾瑪在不知情下被捕鼠者透過網路攝影機記錄生活上的一舉一動，並且被删除一些生活照片。

## 角色
| 演員                        | 角色 |
| 艾希莉·班森 Jodie Foster    | 艾瑪 |
| 馬特·麥高瑞 Anthony Hopkins | 米高 |